# Élevage chez les Incas
L’élevage des camélidés jouait un rôle important dans le système économique andin préhispanique, chez les Incas.
Seuls le lama et l’alpaga étaient domestiqués par les Andins. Ils étaient élevés dans de grands abris utilisés à différentes fins dans le système de production des Incas. Deux autres espèces de camélidés non domestiqués étaient exploités, la vigogne et le guanaco. Les guanacos étaient chassés lors de chacos (chasses collectives).
Le peuple inca utilisait comme divers outils de pierre et de métal, couteaux ou tumis, haches, qui, selon les chroniqueurs, étaient faites de pierre ou de bronze. Ces outils étaient notamment utilisés pour tondre les camélidés, par la suite libérés. Les guanacos étaient utilisés pour leur viande, très appréciée.

## Types d'animaux élevés

### Camélidés

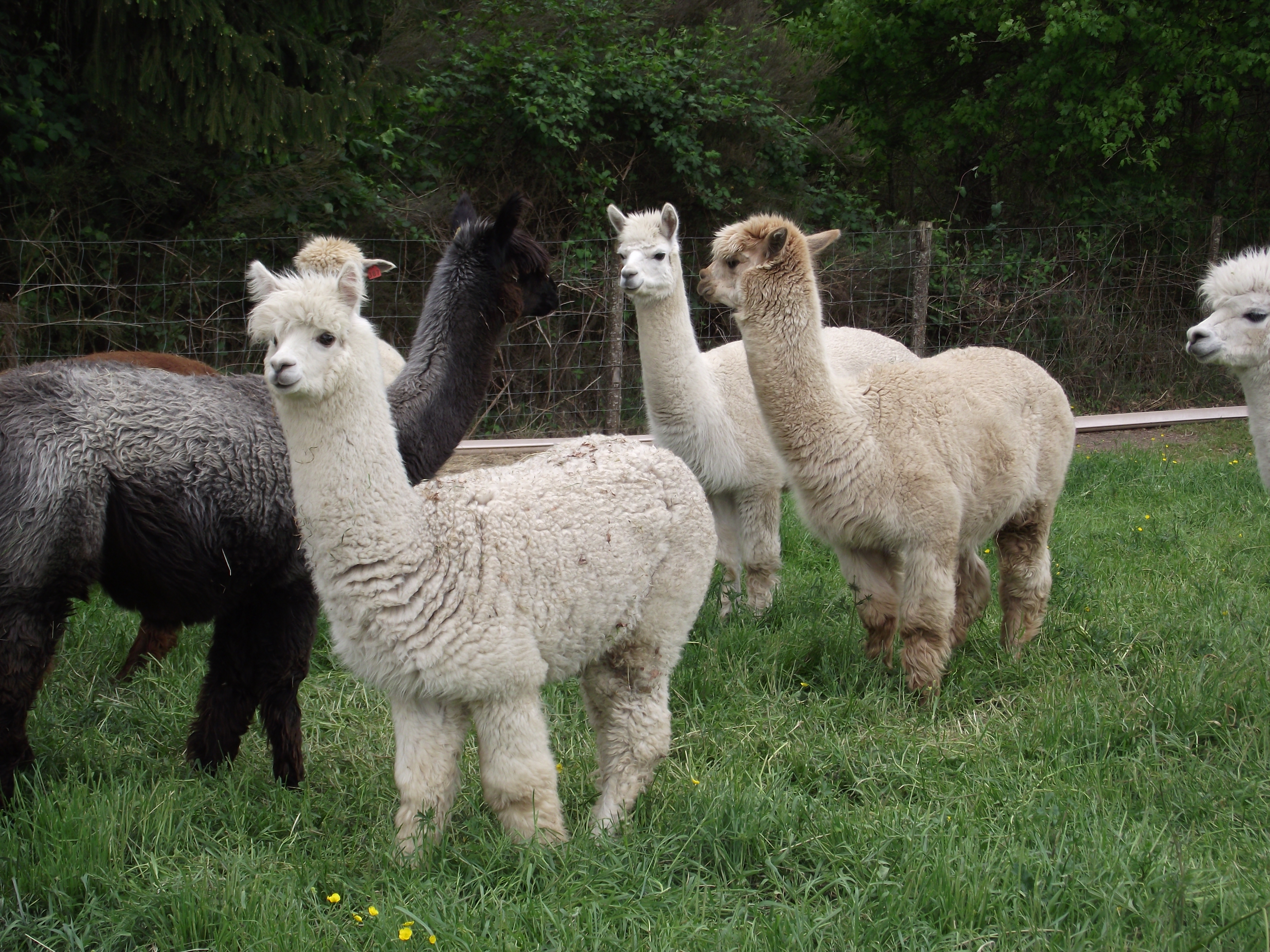
Un élevage d'alpagas.

L'élevage de camélidés est plus fréquent au Sud de l'empire Inca, où les altitudes sont plus hautes. Ils servent d'une part à l'alimentation et, d'autre part, à produire de la laine pour le tissage.

#### Alimentation
Les Incas exploitent particulièrement les camélidés à des fins d'alimentation, nombreux dans les Andes. En particulier, l'alpaga, le guanaco et la vigogne. La viande de ces animaux était souvent séchée et salée, on obtenait alors du charqui. Un alpaga fournit ainsi environ trente kilogrammes de viande.

#### Produits
La peau des lamas et des alpagas est utilisée pour la fabrication de cuir, qui sert à la confection de vêtements et d'accessoires. Les os sont également utilisés pour la fabrication d'aiguilles ou de flûtes.
Les excréments animaux, taquia, étaient utilisés comme combustible.

#### Comme outils
Les Incas exploitent également des lamas pour le transport des produits (ravitaillement des cités), l'usage de leur lait ou de leur viande restant assez rares. En plus du transport, ils sont prisés dans la réalisation de sacrifices aux divinités.

### Autres animaux
Pour l'alimentation, les canards et cochons d'Inde sont privilégiés. Ce dernier est consommé en particulier lors des festivités, et serait un plat de luxe. Dans certains ayllu, clans incas, on a retrouvé des traces de viande de chien, souvent couplée à des mets de céréales : quinoa ou maïs notamment.
Les porcs, s'ils occupent une place dans l'élevage de bétail, ne sont qu'un substitut à l'élevage de cochons d'Inde lorsqu'ils ne sont pas disponibles. En effet, leur viande est moins appréciée et leur alimentation est moins pratique (abondance de fourrage qui ne convient pas aux cochons).
Le long des côtes, les poissons sont très prisés, en particulier pour le séchage nécessaire à leur conservation. Ils chassaient les poissons avec des laces, et des filets de pêche.

## Méthodes d'élevage

### Chasse
La chasse, ou Chaco visait à la capture de troupeaux de camélidés ou d'animaux sauvages : pumas, cerfs, ours. Par le système de la mita spécifique à l'empire Inca, la chasse est réalisée par les hommes de l'empire au service du Sapa Inca, en échange de la protection militaire et religieuse. Les battues pouvaient être ainsi constituées de plusieurs dizaines de milliers d'hommes. Le bétail est alors capturé, parfois à mains nues, à des fins d'élevage proprement dit.